# Бад Бевенсен
Бад Бевенсен (њем. Bad Bevensen) град је у њемачкој савезној држави Доња Саксонија. Једно је од 29 општинских средишта округа Илцен. Према процјени из 2010. у граду је живјело 8.631 становника. Посједује регионалну шифру (AGS) 3360002.

## Географски и демографски подаци
Бад Бевенсен се налази у савезној држави Доња Саксонија у округу Илцен. Град се налази на надморској висини од 36 метара. Површина општине износи 48,0 km². У самом граду је, према процјени из 2010. године, живјело 8.631 становника. Просјечна густина становништва износи 180 становника/km².

## Међународна сарадња
| Мјесто      | Држава               | Врста сарадње | Од    |
| ----------- | -------------------- | ------------- | ----- |
| Саут Молтон | Уједињено Краљевство | партнерство   | 1967. |
|             | Француска            | партнерство   | 1973. |
| Извор       |                      |               |       |